# Takydromus septentrionalis
Takydromus septentrionalis är en ödleart som beskrevs av Günther 1864. Takydromus septentrionalis ingår i släktet Takydromus och familjen lacertider. Inga underarter finns listade i Catalogue of Life.
Arten förekommer i centrala och östra Kina samt på Taiwan. Den lever i låglandet och i bergstrakter upp till 1700 meter över havet. Habitatet utgörs av buskskogar och gräsmarker. Denna ödla äter ryggradslösa djur som insekternas larver och spindeldjur. Takydromus septentrionalis håller vinterdvala mellan november och april eller maj. Den går vanligen i ide när temperaturen sjunker under 11° C. Fortplantningen sker mellan maj och augusti och honan lägger 2 till 6 ägg per tillfälle.
För beståndet är inga hot kända och populationen anses vara stabil. IUCN listar arten som livskraftig (LC).